# Saverio Catania
Saverio Catania (Trapani, 1935 – Trapani, 21 novembre 2013) è stato un politico italiano.

## Biografia
Membro di Azione Cattolica, frequentò al termine degli studi in giurisprudenza il mondo politico trapanese, nelle file della Democrazia Cristiana. Presente in consiglio comunale dal 1960, venne eletto due volte sindaco della città a cavallo degli anni sessanta e settanta.